# Batalla de Montserrat
La batalla de Montserrat va ser un episodi militar de la Guerra del Francès.

## Antecedents
Amb la caiguda de Girona i Lleida, i Barcelona en mans franceses des de 1808, el 1810 s'inicia la retirada de l'exèrcit de Catalunya cap a Tarragona. i esdevingués la capital de facto del Principat. Havent aconseguit la rendició de Tortosa després de sis dies de setge, Louis Gabriel Suchet retornà cap al nord per assetjar una de les darreres places fortes encara a mans dels espanyols a Catalunya. El marquès de Campoverde va aconseguir eliminar una part de l'avanguarda que volia ocupar Valls.
L'emperador va limitar l'esfera d'operacions de Étienne-Jacques-Joseph Macdonald al nord de Catalunya. i va assignar Suchet el sud-oest de Barcelona, i va lliurar els seus 17.000 soldats a Suchet, a qui va demanar la captura de Tarragona i li va prometre la promoció a mariscal ho aconseguia. Suchet va acabar la reorganització de l'exèrcit i es va dirigir cap a Tarragona l'abril de 1811, mentre el VII Cos de Macdonald quedava fixat a Figueres, on els miquelets de Francesc Rovira van prendre per sorpresa el castell de Sant Ferran.
El 28 de juny de 1811, el setge de Tarragona va acabar quan les tropes de Suchet van assaltar amb èxit la ciutat alta, i el 10 de juliol el marquès de Campoverde és substituït per Luis de Lacy y Gautier.
Amb vistes al camí entre Barcelona i Lleida, la base guerrillera de Montserrat havia desafiat als francesos durant els tres anys de guerra.

## Batalla
Amb la caiguda de Tarragona, Suchet, va eliminar la majoria de les forces regulars espanyoles al nord-est d'Espanya, i a continuació, Suchet va prendre les divisions de Louis François Félix Musnier i Bernard-Georges-François Frère per eliminar els miquelets de la via Lleida-Barcelona. El 25 de juliol de 1811, Suchet va enviar els soldats de la brigada de Louis Jean Nicolas Abbé remuntant una pista de muntanya mentre les seves tropes restants vigilaven altres possibles rutes d'escapament.

## Conseqüències
Els francesos van eliminar la base guerrillera i es van apoderar de l'artilleria, però la majoria dels miquelets van eludir la captura. Suchet va instal·lar una guarnició italiana a la muntanya. Al setembre, Lacy va reorganitzar l'exèrcit de 8.000 homes a Catalunya en tres febles divisions sota els generals Eroles, Sarsfield i Francisco Milans del Bosch i amb l'ajuda de la Royal Navy, Lacy va prendre les illes Medes el 12 de setembre, però després de la presa de Cervera a mitjan octubre per part de les forces espanyoles de Luis de Lacy y Gautier, les tropes imperials van ser retirades.
El 19 d'agost de 1811, la guarnició de Sant Ferran va deposar les armes, Amb Catalunya en poder de Napoleó, la campanya es va dirigir a reprendre Terol, que havia caigut en mans dels insurgents durant el setge de Tarragona, i el País Valencià. Sagunt va caure el 25 d'octubre de 1811 i València el 14 de gener de 1812.
El màxim desplegament francès a la península durà fins a mitjan 1812, i la retirada d'efectius amb destinació a la campanya de Rússia va ser aprofitada pels aliats per reprendre la iniciativa a partir de la seva victòria en la batalla dels Arapiles (22 de juliol de 1812) i, contrarestant l'ofensiva francesa, avançar al llarg de 1813 fins als Pirineus, derrotant els francesos en les batalles de Vitòria el 21 de juny i San Marcial el 31 d'agost.